# Lem (Randers Kommune)
 For alternative betydninger, se Lem. (Se også artikler, som begynder med Lem)
Lem er en by i Østjylland med 203 indbyggere i byområdet (2023), beliggende 5 km sydøst for Spentrup, 27 km syd for Hadsund og 6 km nord for Randers. Byen hører til Randers Kommune og ligger i Region Midtjylland.
Lem hører til Lem Sogn. Lem Kirke ligger i byen.

## Historie
Lem Forsamlingshus blev opført i 1876.

### Jernbanen
Lem havde trinbræt på Randers-Hadsund Jernbane 1883-1969. Det lå ½ km vest for landsbyen på sydsiden af baneoverskæringen ved Hadsundvej. Trinbrættet havde et sidespor, der endte i en jordvold ved det korsformede læskur af træ. Sidesporet blev 1963-68 brugt til fast togkrydsning – ret usædvanligt for et trinbræt. Banens tracé er bevaret som sti mellem Dronningborg og Spentrup, og Lem trinbræts perronkant kan stadig ses.

## Kulturmiljø
Lem er i kommuneplanen udpeget til kulturmiljø pga. en høj andel af bevaringsværdige huse, bygadens rumlige kvalitet med to parallelle gårdrækker og den bevarede forte med gadekær.